# Scilace
Scìlace di Cariànda (in greco antico: Σκύλαξ?, Skýlax; Carianda, metà del VI secolo a.C. – dopo il 516 a.C.) è stato un navigatore, geografo e cartografo greco antico che visse tra il VI e il V secolo a.C..

## Biografia
Nacque a Carianda, in Caria, una ricca regione dell'Asia Minore. Secondo Erodoto fu il primo navigatore greco ad esplorare le foci dell'Indo, tra il 519 e il 516 a.C., per conto del re persiano Dario I. Raggiunto l'Oceano Indiano, navigò verso ovest giungendo fino in Egitto, esplorando le coste della zona compresa tra il Mar Rosso e il Golfo Persico.

## Opera
Il resoconto ufficiale della circumnavigazione fu diffuso nell'opera intitolata Periplo esterno alle colonne di Eracle (Περίπλους τῶν ἐκτὸς τῶν Ἡρακλέους στηλῶν), oggi nota come Periplo di Scilace. La Suda riconosce per Scilace anche un Periodòs ghès, ossia Giro della terra, che probabilmente fu fonte di dati sia per le Storie di Erodoto sia per la Periegesi di Ecateo di Mileto. Nulla è rimasto di una terza opera, Le vicende di Eraclide di Milasa (τὰ κατὰ Ἡρακλείδην τὸν Μυλασσῶν βασιλέα), probabile biografia di un principe cario.

Sotto il nome di Pseudo-Scilace è indicato l'autore degli aggiornamenti dell'opera di Scilace nel Periplo dell'ecumene marittima di Europa, Asia e Libia (Περίπλους τῆς θαλάσσης τῆς οἰκουμένης Εὐρώπης καὶ Ἀσίας καὶ Λιβύης), il più antico libro di geografia giunto fino a noi.